# Immeuble de l'îlot Biscornet
L'immeuble de l'îlot Biscornet est un immeuble d'habitation situé à Paris, en France, près de la place de la Bastille,.

## Localisation
Le bâtiment est situé dans le nord-ouest du 12e arrondissement de Paris, juste au sud de la place de la Bastille. Il occupe la partie nord d'un îlot urbain entre le boulevard de la Bastille (au no 52) à l'ouest, et la rue de Lyon (au no 75) à l'est, et le débouché de la rue Biscornet au sud (la partie sud de l'immeuble est occupée par un autre bâtiment). Le boulevard de la Bastille et la rue de Lyon se rejoignent suivant un angle aigu sur le flanc nord de l'îlot, ce qui lui confère une forme trapézoïdale prononcée.
L'opéra Bastille est situé de l'autre côté de la rue de Lyon, à l'est ; à l'ouest, de l'autre côté du boulevard de la Bastille, se trouve l'extrémité du port de l'Arsenal.

## Caractéristiques
L'immeuble est un ensemble de 14 logements sociaux. Il occupe une parcelle trapézoïdale d'environ 15 m de long sur autant de large, pour une occupation au sol de 176 m2. Le rez-de-chaussée est un espace d'exposition. Les logements sont répartis sur les sept étages suivants.
À partir du 1er étage, les côtés du bâtiment, sur la rue de Lyon et le boulevard de la Bastille, sont plissés et débordent de la parcelle afin d’accroître la superficie des logements ; l'extérieur est recouvert de panneaux d'aluminium dorés. La façade nord de l'édifice, qui fait directement face à la place de la Bastille, est recouverte de fenêtres horizontales, à la manière d'un store vénitien, dans lesquelles se reflète la colonne de Juillet.

## Historique
Un concours est organisé par le ministère de la Culture pour construire un immeuble de logements sociaux pour certains de ses agents. Il est remporté par l'agence BP Architectures. L'édifice est livré en 2011.